# Azerbajdzjansk normaltid
| Tidszoner i Europa |                      |                                                                                                |                   |
|                    | GMT WET              | Greenwichtid Västeuropeisk tid                                                                 | UTC±0 UTC±0       |
|                    | GMT WET WEST BST IST | Greenwichtid Västeuropeisk tid Västeuropeisk sommartid Brittisk sommartid Irländsk standardtid | UTC±0 UTC±0 UTC+1 |
|                    | CET CEST             | Centraleuropeisk tid Centraleuropeisk sommartid                                                | UTC+1 UTC+2       |
|                    | EET KALT             | Östeuropeisk tid Kaliningradtid                                                                | UTC+2             |
|                    | EET EEST             | Östeuropeisk tid Östeuropeisk sommartid                                                        | UTC+2 UTC+3       |
|                    | MSK TRT              | Moskvatid Turkisk tid                                                                          | UTC+3             |
|                    | AMT AZT GET          | Armenisk normaltid Azerbajdzjansk normaltid Georgisk tid                                       | UTC+4             |

Azerbajdzjansk normaltid (AZT, Azerbajdzjanska: Azərbaycan vaxtı) är normaltiden i Azerbajdzjan och är 4 timmar före UTC (UTC+4). Mellan mars 1997 och mars 2016 använde Azerbajdzjan sommartid.